# Tanvé
Tanvé est l'un des dix arrondissements de la commune d'Agbangnizoun dans le département du Zou au centre du Bénin.

## Géographie

### Localisation
L'arrondissement de Tanvé est situé au Nord-Ouest de la commune d'Agbangnizoun.

### Administration
Sur les cinquante-trois villages et quartiers de ville que compte la commune d'Agbangnizoun, l'arrondissement de Tanvé en groupe 07 villages. 

## Démographie
Selon le recensement de la population de 2013 conduit par l'Institut national de la statistique et de l'analyse économique (INSAE), Tanvé compte 11546 habitants.